# Heuberg (Landschaftsschutzgebiet)
Das Landschaftsschutzgebiet Heuberg ist ein mit Verordnung der Unteren Naturschutzbehörde beim Landratsamt Tübingen vom 8. August 1969 ausgewiesenes Landschaftsschutzgebiet (LSG-Nummer 4.16.013).

## Lage und Beschreibung

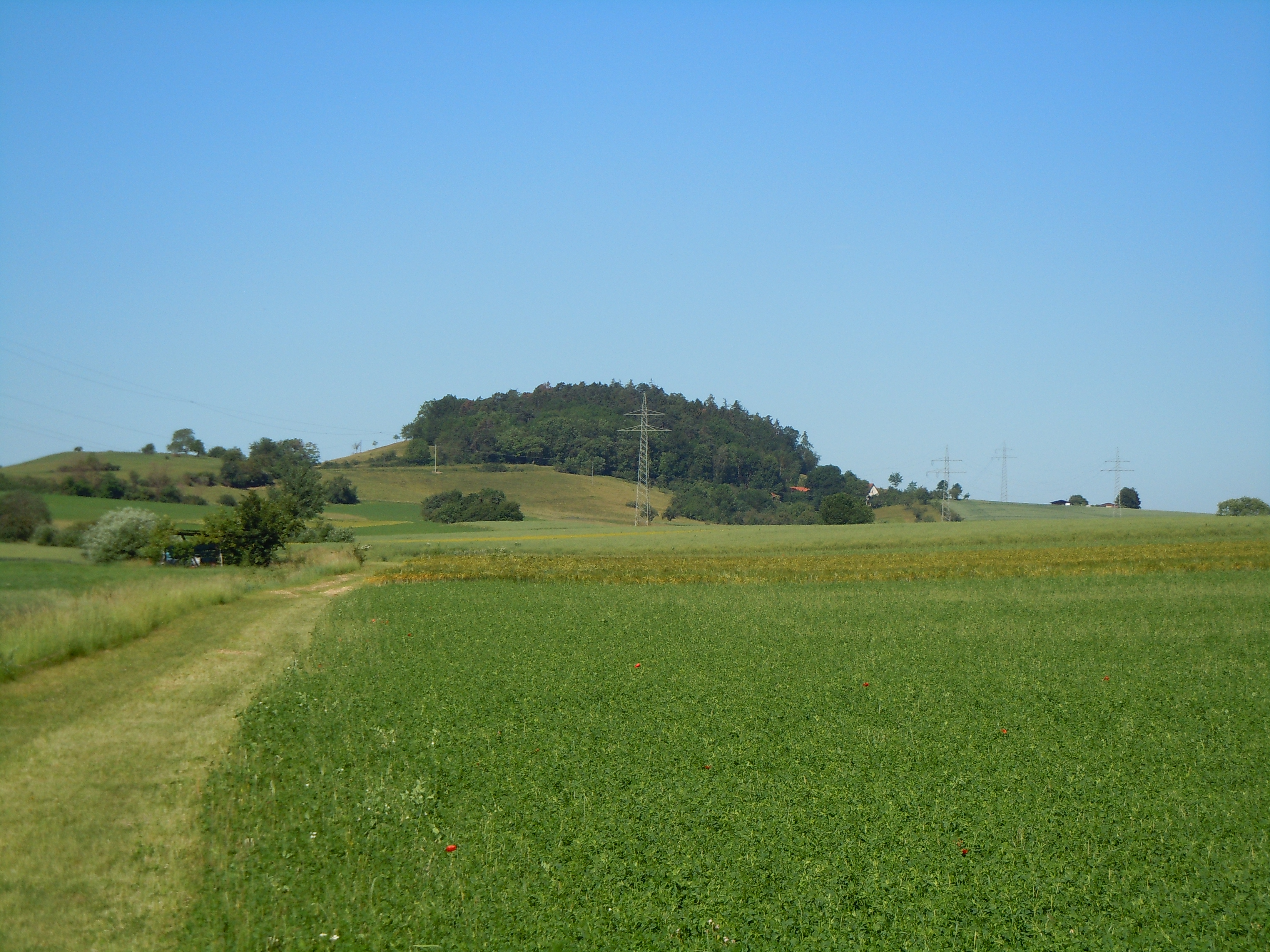
Heuberg, Blick nach Südwest

Das Schutzgebiet liegt rund zwei Kilometer nordwestlich von Rottenburg. Es gehört zum Naturraum 122-Obere Gäue. Auf dem 483,5 m ü. NN hohen Heuberg steht die Heuberger Warte.

## Schutzzweck
Der markante Zeugenberg des Keuper soll vor Bebauung geschützt werden. Der Heuberg zeugt zusammen mit dem rund drei Kilometer nordöstlich gelegenen Pfaffenberg davon, dass der Rand der Keuperstufe früher einmal weiter westlich verlaufen ist.